# Mackenzie River
Der Mackenzie River ist ein 1903 Kilometer langer Strom in den Nordwest-Territorien Kanadas.
Benannt wurde er nach dem Schotten Alexander MacKenzie, der ihn 1789 entdeckte. Im Jahr 2015 haben die Nordwest-Territorien offiziell fünf Namen für den Mackenzie River in der Sprache der indigenen Bewohner des längsten Flusses Kanadas genehmigt; Dehcho („großer Fluss“ in Dene Tha (South Slavey) der Deh Cho Dene – „Volk am großen Fluss, d. h. am Mackenzie River“), Deho („großer Fluss“ in North Slavey der Sahtu / Sahtu Dene – „Volk am Great Bear Lake“), Grande Rivière („großer Fluss“ in Michif der Métis francophones), Kuukpak („großer Fluss“ in Inuvialuktun bzw. westkanadisches Inuit der Kuukpangmiut – „Volk am großen Fluss“) und Nagwichoonjik („großes weites Land durchfließender Fluss“ in Dinjii Zhu' Ginjik (Gwich’in)).

## Entdeckungsgeschichte
Am 3. Juni 1789 machte sich Alexander MacKenzie mit einigen einheimischen Begleitern von Fort Chipewyan aus auf den Weg, um eine erhoffte Verbindung zum Pazifischen Ozean zu erkunden. Ihre Reise mit Kanus führte die Expedition über den Slave River zum Großen Sklavensee. Dort suchte man einen Abfluss des Gewässers nach Nordwesten. Am 29. Juni fand man diese Stelle, den hier beginnenden Mackenzie River. Der Fluss verläuft zunächst vom See aus in (nord)westlicher Richtung, was die Stimmung der Gruppe erhöhte. Wenige Tage später, am 2. Juli, sah die Expedition im Westen aber am Horizont die Bergkette der Rocky Mountains aufragen und der Fluss wandte sich bald danach nach Norden. Die schnelle Strömung ließ die Gruppe in ihren Kanus am 10. Juli das Flussdelta erreichen, wo Alexander Mackenzie am Auftreten von Ebbe und Flut erkannte, am Meer angekommen zu sein, nicht jedoch dem erhofften Pazifik. Am 16. Juli trat die Gruppe den Rückweg flussaufwärts an, der sich wesentlich schwieriger gestaltete. Die Expeditionsteilnehmer kamen schließlich am 10. September 1789 wieder an ihrem Ausgangsort Fort Chipewyan an.

## Verlauf
Der Mackenzie beginnt an der Westspitze des Großen Sklavensees und durchfließt in nordwestlicher Richtung die Täler zwischen dem Mackenzie-Gebirge, das eine nördliche  Fortsetzung der Rocky Mountains darstellt, und den Franklin Mountains, die ein Mittelgebirge westlich des Großen Bärensees bilden, ehe er in einem großen Flussdelta, dem Mackenzie-Delta, in die Mackenzie-Bucht der Beaufortsee mündet.

## Einzugsgebiet
Das Einzugsgebiet des Mackenzie umfasst ab dem Großen Sklavensee 886.300 km². Zusammen mit dem unten genannten gesamten Flusssystem, das mehrere Quellflüsse und zahlreiche kleine und drei große Seen mit einbezieht, besteht es aus insgesamt 1.743.058 km².

## Flussläufe
Während mit dem 1903 Kilometer langen Mackenzie River nur der Flussbereich nordwestlich des Großen Sklavensees bezeichnet wird, können bezüglich seiner Quellflüsse zwei Flussläufe unterschieden werden, die insgesamt 3568 (Athabasca-Slave River–Mackenzie) beziehungsweise 4260 Kilometer (Finlay–Peace–Slave River–Mackenzie) lang sind:

### Athabasca–Slave River–Mackenzie
Der Athabasca–Slave River–Mackenzie-Flusslauf umfasst die gesamte Fließstrecke von der Quelle des Athabasca River bis zur Beaufortsee (Nordwest-Territorien). Der Athabasca entspringt an der Grenze zu British Columbia im südwestlichen Alberta und durchfließt die zuletzt genannte Provinz in nordöstlicher Richtung, um in den Westzipfel des Athabascasees zu münden. Dem gleichen Seebereich entfließt der Slave River (Sklavenfluss), der nach Norden fließt und nach dem Kreuzen der Grenze zu den Nordwest-Territorien in den Großen Sklavensee einmündet. Diesem entfließt schließlich westseits der Mackenzie, der den 3568 Kilometer langen Athabasca–Slave–Mackenzie-Flusslauf in nordwestliche Richtung verlaufend an der Beaufortsee abschließt.

### Finlay–Peace–Slave River–Mackenzie
Der Finlay–Peace–Slave River–Mackenzie-Flusslauf umfasst die gesamte Fließstrecke von der Quelle des Finlay Rivers bis zur Beaufortsee. Der Finlay entspringt in British Columbia in den Rocky-Mountains-Bergketten Finlay, Sifton und Muskwa und mündet nach rund 90 Kilometern in den Williston Lake. Diesem entfließt der Peace River, der seinen Weg in Richtung und durch Alberta überwiegend nach Osten fließend fortsetzt. Er schlängelt sich durch die Hochebenen der Great Plains und vereint sich nur etwas nördlich bzw. unterhalb des Athabascasees mit dem bereits genannten Slave River. Letzterer geht im Athabascasee aus dem zuvor erwähnten Athabasca hervor. Wie beim Ersteren Flusslauf schließen der Slave River, der in den Nordwest-Territorien in den Großen Sklavensee mündet, und der Mackenzie, der diesem See westseits entfließt, den 4260 Kilometer langen Finlay–Peace–Slave River–Mackenzie-Flusslauf in nordwestliche Richtung verlaufend an der Beaufortsee ab.

## Mackenzie-Flusssystem
Das Fluss-System des Mackenzie Rivers (Quell- und Nebenflüsse) besteht unter anderen aus folgenden Flüssen und Seen:

### Flüsse
- Athabasca River
- Finlay River
- Mackenzie River
- Athabasca–Slave–Mackenzie – Flusslauf, der aus Athabasca-, Slave- und Mackenzie River besteht
- Finlay–Peace–Slave–Mackenzie – Flusslauf, der aus Finlay-, Peace-, Slave- und Mackenzie River besteht
- Peace River
- Slave River
- Liard River

### Seen
- Athabascasee – Zufluss: Athabasca River, Abfluss: Slave River
- Großer Sklavensee – Zufluss: Yellowknife River, Slave River, Abfluss: Mackenzie River
- Großer Bärensee – Zufluss: Kleine Fließgewässer, Abfluss: Großer Bärenfluss

## Orte am Mackenzie
- Fort Providence (NWT)
- Fort Simpson (NWT)
- Wrigley (NWT)
- Tulita (NWT)
- Norman Wells (NWT)
- Fort Good Hope (NWT)
- Tsiigehtchic (NWT)
- Inuvik (NWT)